# Суренянц Вардгес Акопович
Вардгес Акопович Суренянц (27 лютого (10 березня) 1869, Ахалцихе, — 6 квітня 1921, Ялта) — вірменський художник, архітектор і теоретик мистецтва. Вважається основоположником історичного жанру у вірменському живописі і засновником сучасного стилю вірменської книжкової графіки.

## Біографія
Народився у 1860 році в Ахалцихе в родині священника і учителя історії релігії. У 1868 році разом з родиною переїхав до Сімферополя, згодом батька призначили пресвітером Московської Вірменської єпархії і родина переїхала до Москви.
У 1870–1875 роках отримав загальну освіту в гімназії Лазаревського інституту східних мов. У 1876–1879 роках навчався на відділенні архітектури Московського училища живопису, скульптури і зодчества. У 1879 році вирушив до Мюнхена відвідати брата і там вступив на архітектурний факультет Мюнхенської академії мистецтв. З 1880 року навчався на факультеті живопису цієї ж академії у Фрідріха Каульбаха й, можливо, також у Отто Зайтца, закінчив навчання у 1885 році.
З 1881 року мандрував Італією — побував в Римі, Флоренції, Мілані, Венеції. У Венеції художник відвідав вірменський чернечий орден Мхітаристів на острові Св. Лазаря; вивчав мистецтво вірменського середньовічного книжкового живопису, написав портрети А. Багратуні, М. Чамчяна, Є. Товмачяна. В результаті подорожі написав свою першу теоретичну статтю, присвячену вірменській архітектурі, яка була опублікована в журналі «Мегу Айастані» («Бджола Вірменії») у 1883 році. У 1885–1887 роках в складі експедиції В. О. Жуковського подорожував Іраном, де написав багато етюдів і композицій. У 1890–1891 роках викладав малювання і загальну історію мистецтва в Духовній семінарії Геворкян в Ечміадзині, копіював фрески Ечміадзинського кафедрального собору і вірменську мініатюру. В 1892 році відвідав Ані, Севан та інші місця, де мав змогу ознайомитись з історичними пам'ятками, а також вивчав вірменські рукописи в Ечміадзинському книгосховищі.

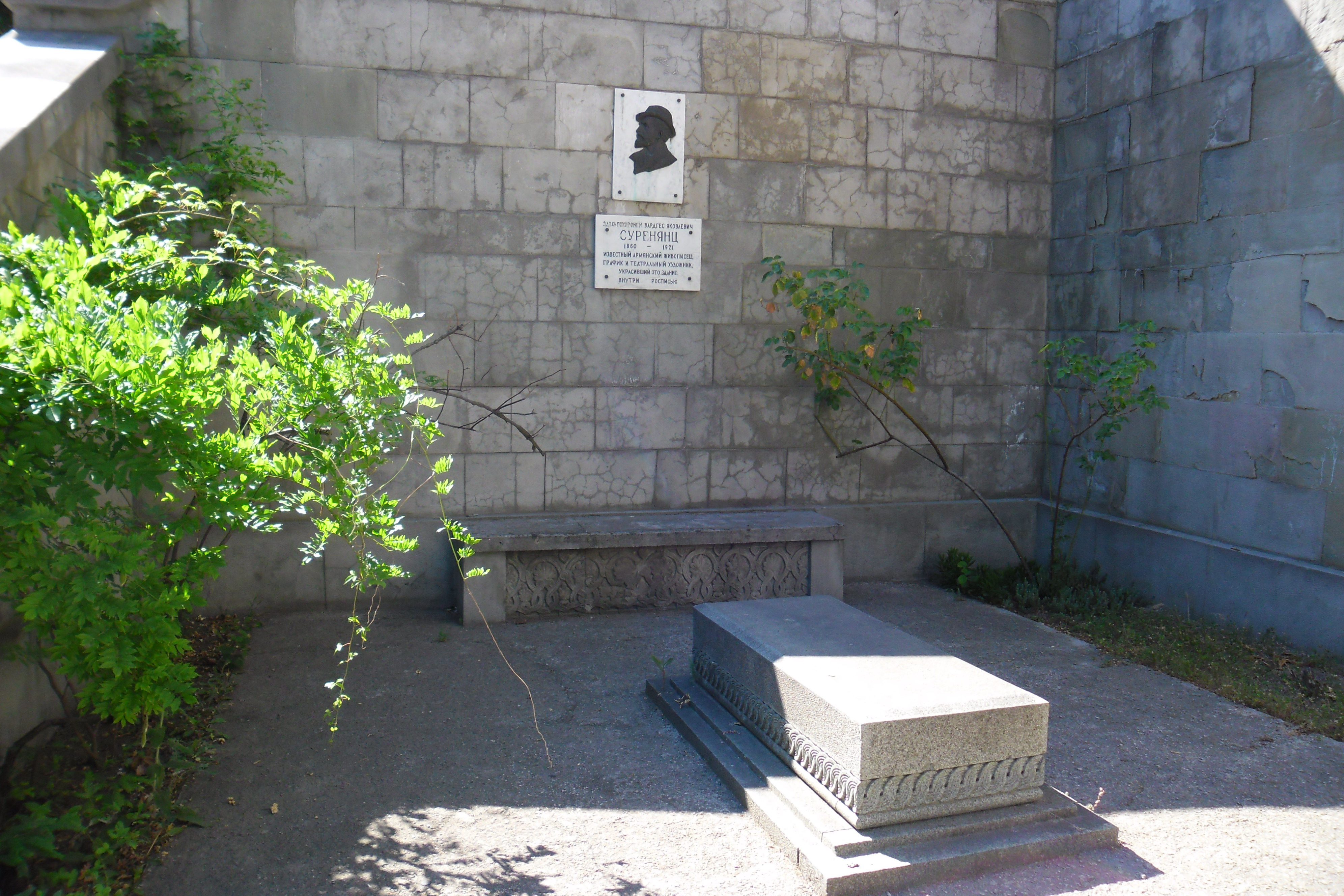
Могила Вардгеса Суренянца біля вірменської церкви в Ялті.

З 1892 року брав участь у художньому житті Санкт-Петербурга і Москви, зокрема, у виставках художніх організацій ім. Леонардо да Вінчі, Куїнджі, художників історичного живопису, у 22-й виставці передвижників (1894). Був одним з організаторів Першого і Другого зібрань російських художників (1894, 1909). У 1897–1898 роках мандрував Францією і Іспанією, створив багато етюдів. У 1901 році в Баку відбулась його перша і єдина за життя персональна виставка. У 1916 році спільно Є. Тадевосяном, М. Сар'яном, Ф. Терлемезяном та іншими діячами мистецтв в Тифлісі організував Спілку вірменських художників.
У 1917 році Суренянц переїхав до Ялти, де розпочав роботу над розписами вірменської церкви Святої Ріпсіме, побудованої у 1909–1917 роках архітектором Г. Тер-Мікеляном. Художник завершив зовнішню обробку, розписи купола і вівтаря, проте не встиг завершити стіни. Він помер 6 квітня 1921 року, був похований у дворику церкви Святої Ріпсіме.

## Творчість

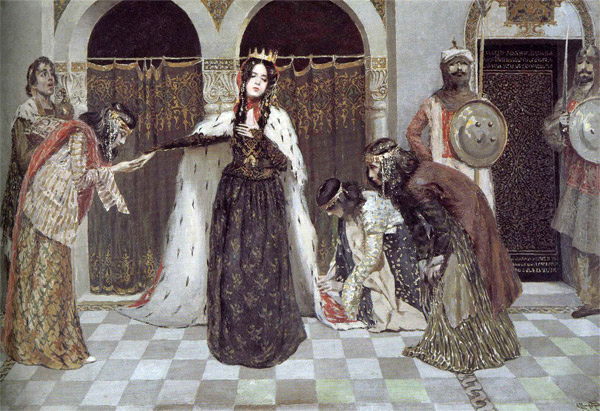
Повернення цариці Забел на трон (1909)

### Живопис
Глибоко вивчаючи культуру Близького Сходу і Заходу, художник створив свій неповторний й національний за характером стиль. У вірменському живописі він практично став основоположником історичного жанру. Багато найкращих творів Суренянца змальовують різні епізоди історії Вірменії, ілюструють сюжети з давньовірменської міфології — це «Семіраміда біля трупа Ара Прекрасного» (1899), «Ані, XI століття. Вихід жінок з церкви» (1905), «Мкртич Хрімян» (1906), «Повернення цариці Забел на трон» (1909) та інші. В роботі над ними автор був особливо зосереджений на переконливому відтворенні навколишньої обстановки. Тема геноциду вірмен, що особливо хвилювала художника, знайшла відображення в картинах «Покинута» (1894), «Зневажена святиня» (1895), «Церква Святої Ріпсіме поблизу Ечміадзина» (1897), «Повернення до неба», «Знеславлена» (1899).

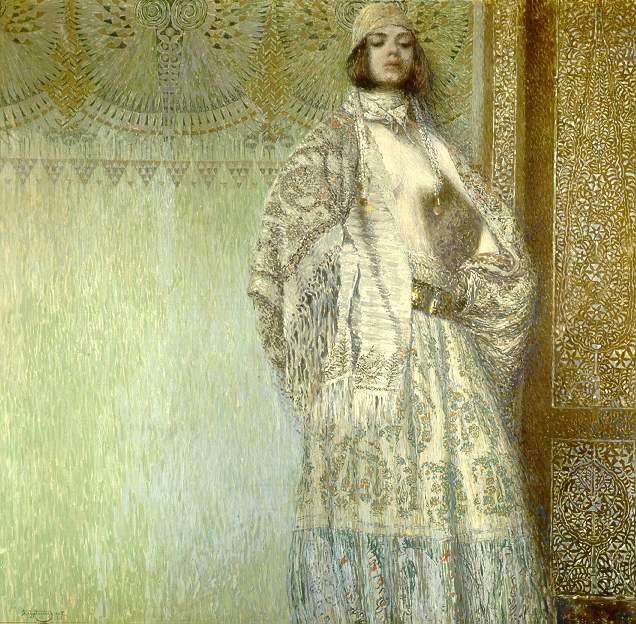
Саломея (1907)

В полотні «Покинута», як вважається, Суренянц вперше ввів у вірменський живопис останні методи художнього вираження сучасної йому західної культури. Картина «Семіраміда біля трупа Ара Прекрасного» є втіленням суто вірменської легенди й одночасно присвячена певній загальній ідеї життя, долі, похмурим думкам. На другому плані картини зображений барельєф Гільгамеша, героя давнього шумерського епосу, в якому також йде мова про перемогу життя над смертю, про ідею воскресіння. Його монументальна композиція «Церква Святої Ріпсіме поблизу Ечміадзина», що стала свідком страшних подій в історії вірменського народу, є своєрідним реквіємом за загиблими співвітчизниками. Один з найкращих творів художника — «Саломея» (1907) у 1912 році експонувався в Мюнхенській академії мистецтв, а у 1914 — на Всесвітній виставці образотворчого мистецтва у Венеції.

### Графіка
З часів навчання в Мюнхенській академії мистецтв Вардгес Суренянц займався графікою, публікував карикатури в сатиричному журналі «Fliegende Blätter». Помітне місце в його творчості займали книжкові ілюстрації до таких творів як «Жарти пера» А. Цатуряна, «Хаджи-Мурат» Л. Толстого (1912), «Східні пісні» О. Спендіарова, «Бахчисарайський фонтан» О. Пушкіна, до книги «Вірменський поет Смбат Шахазіз» (1905), до вірменських народних казок (1906–1914) та ін. Графічні ілюстрації та ескізи Суренянца насичені національним колоритом, починаючи з 1889 року в них проявляються риси символізму і модернізму. Загалом художника надзвичайно захоплювала вірменська мініатюра, досягнення і прийоми якої він використовував у своїй творчості.

### Роботи для театру, переклади
Вардгес Суренянц відомий як художник театру. Він займався оформленням сцени в Маріїнському театрі (2-й акт балету А. Адана «Корсар» і опера А. Рубінштейна «Демон»), в Московському художньому театрі (п'єси М. Метерлінка «Сліпі», «Там всередині», «Непрохана»), в театрі Віри Коміссаржевської («Драма кохання»).
Володіючи сімома мовами (російською, англійською, німецькою, італійською, перською, турецькою), Вардгес Суренянц увійшов в історію вірменської культури також як перекладач. Він перекладав вірменською мовою Шекспіра, Вайлда, Гете. У 1889 році виконав переклад трагедії Шекспіра «Річард Третій» для Петроса Адамяна.

## Зберігання творів, виставки
Значна колекція робіт Вардгеса Суренянца зберігається в Національній картинній галереї Вірменії, Єреван. У 2010 році тут була проведена велика виставка робіт художника до 150-ї річниці з дня його народження.
Твори Вардгеса Суренянца експонувались в різних містах Європи — Берліні, Лондоні, Парижі та ін. В Україні виставки проходили, зокрема, в Криму (Сімферополь, Ялта, Феодосія). Влітку 2011 року в рамках Днів культури Вірменії виставка творів Суренянца пройшла в Національному музеї літератури України, Київ.

## Галерея

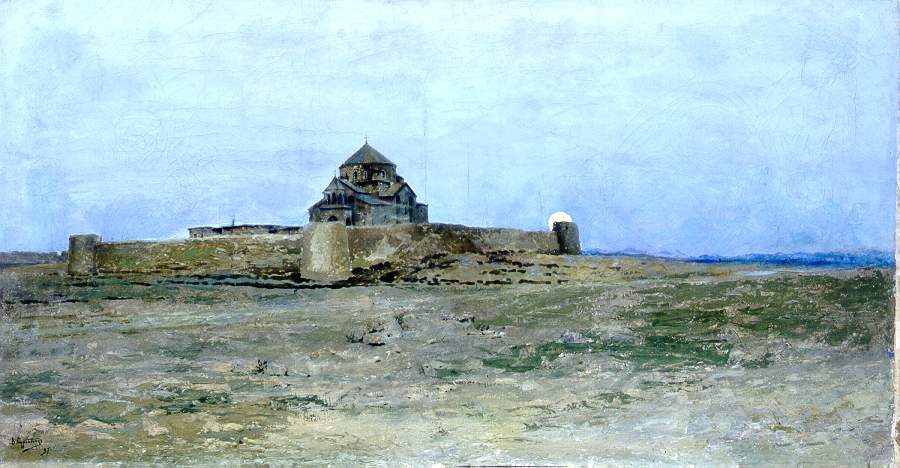
Церква Святої Ріпсіме поблизу Ечміадзина (1897)
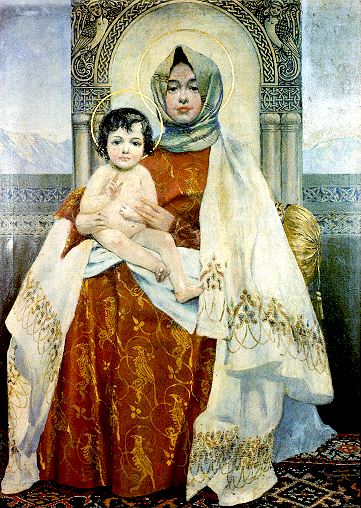
Богоматір і немовля або Вірменська Богородиця (1895)
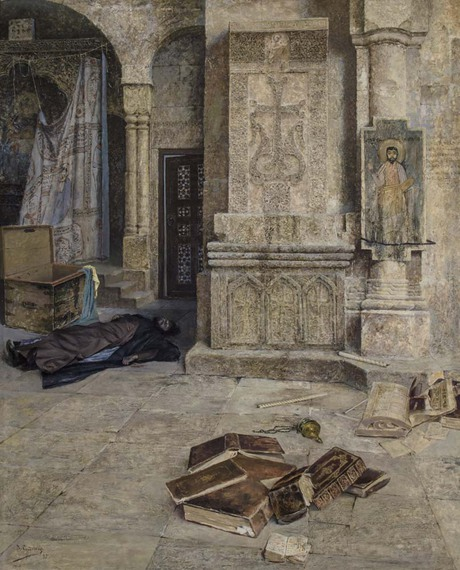
Зневажена святиня (1895)
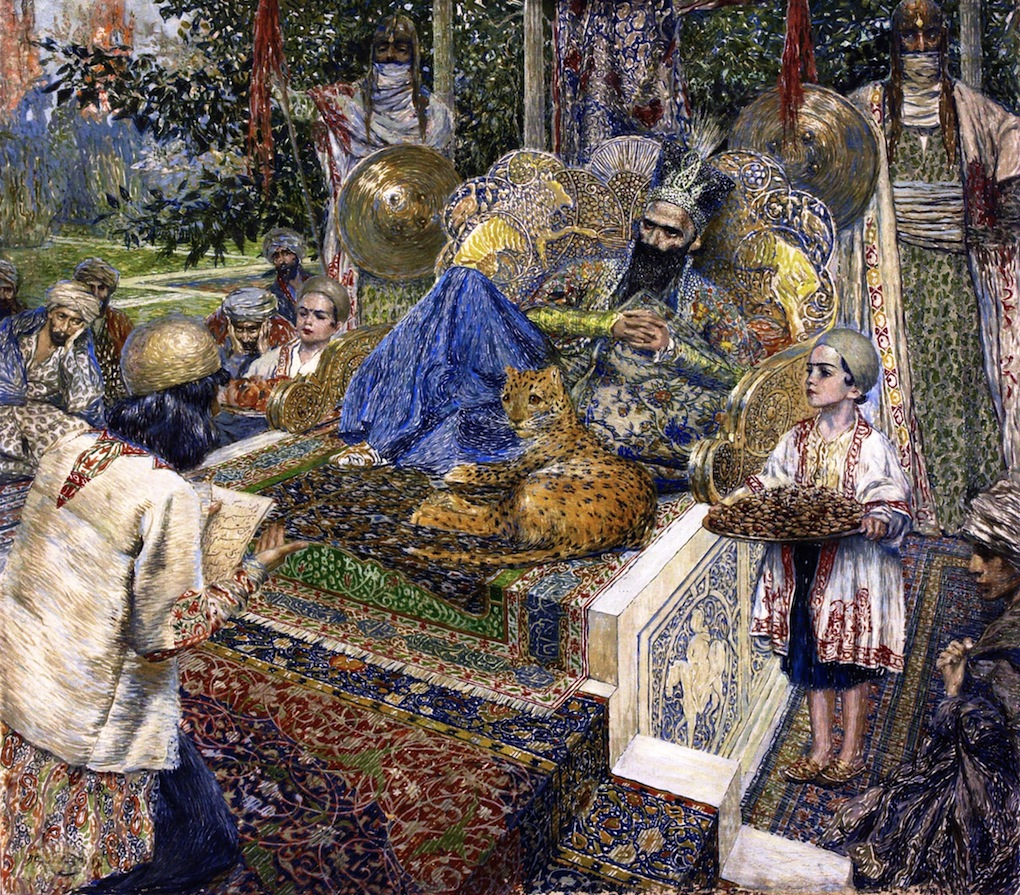
Фірдусі читає поему „Шах-Наме“ шаху Махмуду Газневі (1913)
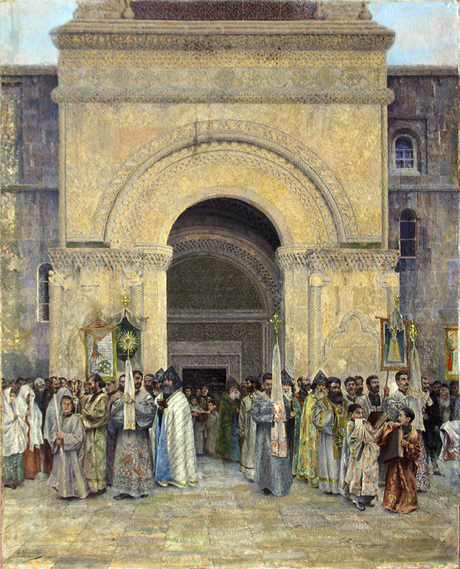
Вихід хресної ходи з Ечміадзинського собору (1895)
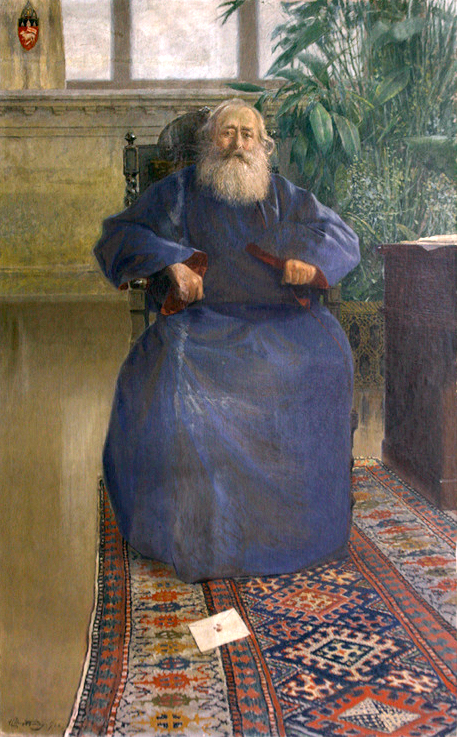
Портрет Мкртича Хрімяна (1909)
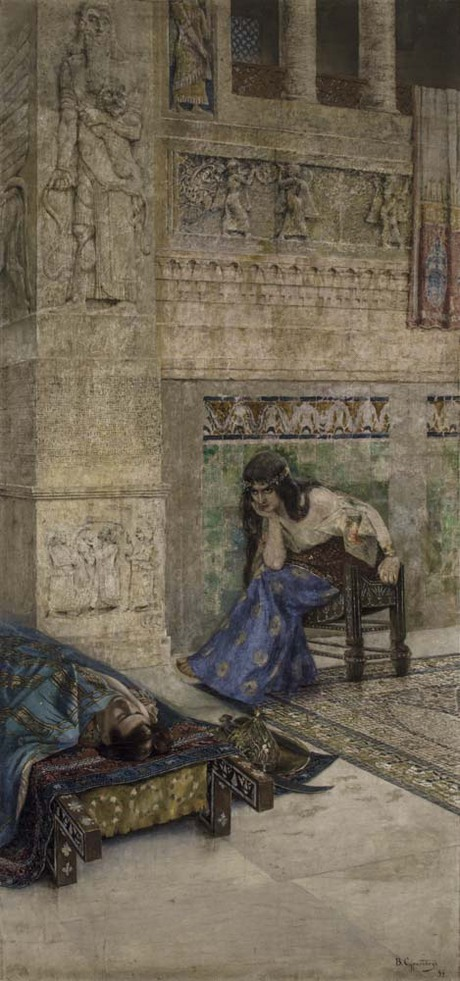
Семіраміда біля трупа Ара Прекрасного (1899)
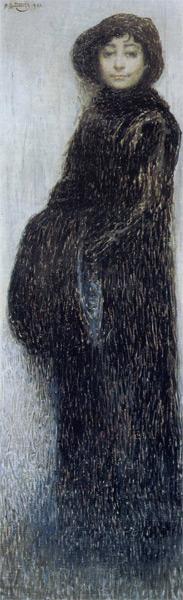
Портрет Ідельсон (1913)